# Tichon di Zadonsk
Tichon di Zadonsk, al secolo Timoteo (Korocko, 1724 – Zadonsk, 13 agosto 1783), è stato un monaco cristiano e vescovo ortodosso russo, della città di Voronež nel XVIII secolo. È venerato come santo dalla Chiesa ortodossa russa.

## Biografia
Rimasto orfano di padre in giovane età, Tichon visse in povertà la propria fanciullezza e adolescenza. Richiesto da un cocchiere che aveva offerto alla madre una grossa somma per farne il suo apprendista, riuscì a restare nella casa paterna grazie all'opposizione che il fratello Pietro pose in essere avverso tale transazione. Iniziò presto a lavorare come contadino, soffrendo per lunghi periodi la fame. A tredici anni riuscì ad essere ammesso al seminario di Velikij Novgorod svolgendo al suo interno il lavoro di giardiniere. Successivamente ottenne dallo Stato una borsa di studio che gli permise di portare a termine i propri studi senza ristrettezze. Finiti gli studi, nel 1754 iniziò nel seminario la sua attività di insegnante, dapprima di lingua greca, quindi di filosofia e retorica, e nel 1758 decise di prendere gli ordini monacali.
Iniziò allora una folgorante carriera ecclesiastica che lo portò solo l'anno successivo ad essere nominato archimandrita di un monastero non lontano da Novgorod, quindi rettore del seminario di Tver' e infine, nel 1763, vescovo di Voronež. Svolse quest'incarico per poco meno di sette anni durante i quali scrisse un notevole numero di opere di materia cristiana, represse il culto di Jarila, la dea del raccolto, ancora venerata nel contado, e riportò alla fede ortodossa i Cosacchi del Don che erano stabiliti nei pressi della città e che praticavano culti scismatici. L'eccessivo zelo nell'amministrazione della propria diocesi debilitò il suo corpo tanto da costringerlo a ritirarsi nel monastero di Zadonsk dove rimase fino alla propria morte. La sua leggendaria saggezza e l'ascetismo dimostrati negli ultimi suoi anni di vita, uniti agli scritti sulla fede che aveva composto e alla testimonianza di coloro i quali si recavano a Zadonsk per ricevere dal santo supporto e conforto, lo hanno fatto considerare dai fedeli un eguale dei Grandi Padri della Chiesa ortodossa russa. I miracoli che si racconta si siano verificati presso le sue reliquie hanno portato alla sua glorificazione nel 1861.

## Nella letteratura
Il profilo monastico di Tichon ha ispirato a Dostoevskij il personaggio dello starec Zosima nel romanzo I fratelli Karamazov.